# Turó del Mas Alegret
El Turó del Mas Alegret és una muntanya de 358 metres que es troba al municipi d'Aiguamúrcia, a la comarca catalana de l'Alt Camp.